# Deividas Šemberas
Deividas Šemberas (* 2. August 1978 in Vilnius) ist ein litauischer Fußballfunktionär und ehemaliger FußballSpieler. Dezember 2024 wurde er technischer Direktor von Lietuvos futbolo federacija. 

## Karriere

### Vereine
Šemberas begann seine Karriere bei Vilnius FK Žalgiris, einem Fußballclub aus Litauens Hauptstadt, in der Šemberas auch geboren wurde. Hier spielte er von 1996 bis 1998 in der ersten Mannschaft und wechselte anschließend nach Russland zu Dinamo Moskau. Er absolvierte in drei Jahren 88 Spiele und schoss zwei Tore. 2002 wurde er vom Ligakonkurrenten ZSKA Moskau verpflichtet, wo er bis 2012 spielte. In seinen zehn Spielzeiten bei ZSKA gewann er mit dem Verein zahlreiche nationale Titel, darunter viermal die russische Meisterschaft und sechsmal den russischen Pokal. Im Finale um den UEFA-Pokal im Jahr 2005 im José-Alvalade-Stadion in Lissabon, das sein Verein mit 3:1 gegen Sporting Lissabon gewann, wurde er in der 82. Minute für Daniel Carvalho eingewechselt. Für seine Leistungen im Jahr 2005 wurde Šemberas vom litauischen Fußballverband als Litauens Fußballer des Jahres 2005 ausgezeichnet.
Im Juli 2012 wechselte er innerhalb der Premjer-Liga zum Aufsteiger Alanija Wladikawkas. Nachdem der Verein am Ende der Saison 2012/13 in die zweitklassige Perwenstwo FNL abgestiegen war, wechselte Šemberas im Februar 2014 zurück zu Žalgiris Vilnius. Als Mannschaftskapitän führte er die Mannschaft in den Spielzeiten 2014 und 2015 jeweils zum Double aus litauischer Meisterschaft und litauischem Pokal. Im Anschluss beendete er seine aktive Karriere.

### Nationalmannschaft
Šemberas debütierte am 3. November 1996 in einem Freundschaftsspiel gegen Indonesien für die litauische Nationalmannschaft. Er absolvierte zwischen 1996 und 2013 insgesamt 82 Länderspiele für Litauen und wurde dabei hauptsächlich auf der Position des Rechtsverteidigers eingesetzt.

## Erfolge
ZSKA Moskau:
- UEFA-Pokal-Sieger (1): 2005
- Russischer Meister (3): 2003, 2004, 2005
- Russischer Pokalsieger (6): 2002, 2005, 2006, 2008, 2009, 2011
- Russischer Supercup-Sieger (4): 2004, 2006, 2007, 2009
- Kanal 1 Pokalsieger (1): 2007

Žalgiris Vilnius:
- Litauischer Meister (2): 2014, 2015
- Litauischer Pokalsieger (3): 1997, 2014, 2015

Litauische Nationalmannschaft:
- Baltic Cup: 1997, 1998

Individuelle Auszeichnungen:
- Litauens Fußballer des Jahres: 2005

## Leben
Am 3. Dezember 2015 wurde Šemberas Präsident und Vorstandsmitglied des Verbands A lygos klubų asociacija, der den Spielbetrieb der A lyga organisiert.
Im November 2018 wurde er an der Seite von Deividas Česnauskis zum neuen Sportdirektor des litauischen Hauptstadtvereins FK Žalgiris Vilnius ernannt. Im Mai 2020 gab der Verein die Trennung von Šemberas bekannt.
Im März 2021 wurde Šemberas zum Präsidenten der Vilnius Regional Football Association (VRFS) gewählt.

## Familie
Sein Vater ist Vaclovas Šemberas, Unternehmer und Mitinhaber des UAB „Lėvuo“, das die Marc-Cain- und Lacoste-Geschäfte in Litauen verwaltet.
Šemberas' erste Ehe ist seit 2010 geschieden. Seine Frau war Popsängerin Agnė Armoškaitė-Šemberienė (* 1981), Tochter des Kunstsammlers Edmundas Armoška. Mit ihr hat er einen gemeinsamen Sohn, Gabrielius (* 2002).
2018 heiratete Šemberas das Model Oksana Zlatkovaitė, mit der er seit 2010 liiert ist und eine gemeinsame Tochter (* 2019) hat.